# IWGP Junior Heavyweight Championship
Le IWGP Junior Heavyweight Championship (IWGPジュニアヘビー級王座, IWGP juniahebī-kyū ōza) (que l'on peut traduire par championnat poids lourd junior IWGP) est un championnat de catch (lutte professionnelle) de la New Japan Pro Wrestling. "IWGP" sont les initiales de "International Wrestling Grand Prix". Les catcheurs de plus de 100 kg ne peuvent obtenir ce titre. Il a été créé le 6 février 1986 lors d'un show de la NJPW.
À ce jour, ce titre a connu 98 règnes pour un total de 43 champions et a été vacant à huit reprises.
Le titre est actuellement détenu par El Desperado depuis le 4 janvier 2025.

## Historique
Avant la création de ce titre, la New Japan Pro Wrestling a une division poids lourd junior et utilise le championnat du monde poids lourd junior de la National Wrestling Alliance (NWA) ainsi que le championnat poids lourds junior de la World Wrestling Federation. Les principaux catcheurs vedettes de cette catégorie de poids sont Tatsumi Fujinami, Tiger Mask I et Dynamite Kid. Le 31 octobre 1985, la New Japan Pro Wrestling et la WWF mettent fin à leur partenariat ce qui marque la fin de l'utilisation du championnat poids lourd junior de la WWF.
Le 6 février 1986, Shiro Koshinaka bat Cobra (en) en finale d'un tournoi pour devenir le premier champion poids lourd junior International Wrestling Grand Prix. Owen Hart est le premier gaijin à remporter ce titre le 27 mai 1988.
Au début des années 1990, la New Japan Pro Wrestling a un partenariat avec la World Championship Wrestling (WCW) ce qui permet notamment à Jushin Thunder Liger de détenir en même temps le championnat poids lourd junior IWGP et le championnat du monde des poids lourds-légers de la WCW. Liger est d'ailleurs le catcheur vedette de cette catégorie dans les années 1990 en détenant ce titre à 11 reprises et a le règne le plus long durant 628 jours. En août 1996, la New Japan Pro Wrestling et sept autres fédérations décident d'unifier leur titres des poids lourd junior (ou l'équivalent de ces catégories) pour créer la J-Crown. Les sept autres titres sont :
- Le championnat du monde poids lourd junior de la National Wrestling Alliance (NWA)[6]
- Le championnat du monde junior des poids lourd légers de la World Wrestling Association[6]
- Le championnat international poids lourd junior de la Wrestle Association R[6]
- Le championnat du monde junior des poids lourd légers de l'Universal Wrestling Association[6]
- Le championnat du monde des poids welters de la NWA utilisé par le Consejo Mundial de Lucha Libre[6]
- Le championnat poids lourd junior du Commonwealth britannique utilisé par la Michinoku Pro Wrestling (en)[6]
- Le championnat des poids lourd légers de la World Wrestling Federation[6]

Fin 1997, la World Wrestling Federation demande à récupèrer son titre et les autres fédérations font de même mettant fin à la J-Crown le 1er janvier 1998.
| #  | Nom                             | Règne | Date              | Durée     | Lieu                 | Notes | Réf     |
| -- | ------------------------------- | ----- | ----------------- | --------- | -------------------- | --- | ------- |
| 1  | Shiro Koshinaka                 | 1     | 6 février 1986    | 102 jours | Tokyo                | Bat Cobra (en) en finale d'un tournoi. | [ 3 ]   |
| 2  | Nobuhiko Takada                 | 1     | 19 mai 1986       | 123 jours | Tokyo                | | [ 7 ]   |
| 3  | Shiro Koshinaka                 | 2     | 19 septembre 1986 | 335 jours | Fukuoka              | | [ 8 ]   |
| –  | Vacant                          | –     | 20 août 1987      | 0 jours   | –                    | En raison d'une blessure à la jambe de Koshinaka. | [ 9 ]   |
| 4  | Kuniaki Kobayashi               | 1     | 20 août 1987      | 129 jours | Tokyo                | Bat Nobuhiko Takada en finale d'un tournoi. | [ 9 ]   |
| 5  | Hiroshi Hase                    | 1     | 27 décembre 1987  | 152 jours | Tokyo                | | [ 10 ]  |
| 6  | Owen Hart                       | 1     | 27 mai 1988       | 28 jours  | Sendai               | Devient le premier nord-américain à détenir ce titre. | [ 11 ]  |
| 7  | Shiro Koshinaka                 | 3     | 24 juin 1988      | 265 jours | Osaka                | | [ 12 ]  |
| 8  | Hiroshi Hase                    | 2     | 16 mars 1989      | 70 jours  | Yokohama             | | [ 13 ]  |
| 9  | Jushin Liger                    | 1     | 25 mai 1989       | 77 jours  | Osaka                | | [ 14 ]  |
| 10 | Naoki Sano (en)                 | 1     | 10 août 1989      | 174 jours | Tokyo                | | [ 15 ]  |
| 11 | Jushin Thunder Liger            | 2     | 31 janvier 1990   | 228 jours | Osaka                | Anciennement connu sous le nom de Jushin Liger. | [ 16 ]  |
| 12 | Pegasus Kid                     | 1     | 19 août 1990      | 74 jours  | Tokyo                | | [ 17 ]  |
| 13 | Jushin Thunder Liger            | 3     | 1er novembre 1990 | 165 jours | Tokyo                | | [ 18 ]  |
| –  | Vacant                          | –     | 15 avril 1991     | 15 jours  | –                    | La fédération décide de rendre vacant le titre et de le remettre au vainqueur du tournoi Top of the Super Junior. | [ 9 ]   |
| 14 | Norio Honaga (en)               | 1     | 30 avril 1991     | 43 jours  | Tokyo                | Bat Jushin Thunder Liger en finale du tournoi Top of the Super Junior. | [ 19 ]  |
| 15 | Jushin Thunder Liger            | 4     | 12 juin 1991      | 58 jours  | Tokyo                | | [ 20 ]  |
| 16 | Akira Nogami                    | 1     | 9 août 1991       | 88 jours  | Tokyo                | | [ 21 ]  |
| 17 | Norio Honaga                    | 2     | 5 novembre 1991   | 95 jours  | Tokyo                | | [ 22 ]  |
| 18 | Jushin Thunder Liger            | 5     | 8 février 1992    | 139 jours | Sapporo              | Le championnat du monde des poids lourds-légers de la World Championship Wrestling est en jeu dans ce match. | [ 23 ]  |
| 19 | El Samurai                      | 1     | 26 juin 1992      | 149 jours | Tokyo                | | [ 24 ]  |
| 20 | Ultimo Dragon                   | 1     | 22 novembre 1992  | 43 jours  | Tokyo                | | [ 25 ]  |
| 21 | Jushin Thunder Liger            | 6     | 4 janvier 1993    | 628 jours | Tokyo                | | [ 26 ]  |
| –  | Vacant                          | –     | 24 septembre 1994 | 3 jours   | –                    | En raison d'une fracture à la jambe de Liger. | [ 9 ]   |
| 22 | Norio Honaga                    | 3     | 27 septembre 1994 | 145 jours | Osaka                | Bat Wild Pegasus en finale d'un tournoi. | [ 27 ]  |
| 23 | Koji Kanemoto                   | 1     | 19 février 1995   | 73 jours  | Tokyo                | | [ 28 ]  |
| 24 | Sabu                            | 1     | 3 mai 1995        | 42 jours  | Fukuoka              | [ 29 ] |         |
| 25 | Kōji Kanemoto                   | 2     | 14 juin 1995      | 204 jours | Tokyo                | Le championnat du monde des poids-welters de l'Universal Wrestling Association de Kanemoto est en jeu dans ce match. | [ 30 ]  |
| 26 | Jushin Thunder Liger            | 7     | 4 janvier 1996    | 116 jours | Tokyo                | | [ 31 ]  |
| 27 | Great Sasuke                    | 1     | 29 avril 1996     | 165 jours | Tokyo                | Il unifie l'IWGP Junior Heavyweight Championship avec le NWA World Junior Heavyweight Championship, le WWF Light Heavyweight Championship et le WWA World Junior Light Heavyweight Championship pour devenir le premier champion J-Crown le 4 août. | ,       |
| 28 | Ultimo Dragon                   | 2     | 11 octobre 1996   | 85 jours  | Osaka                | | [ 34 ]  |
| 29 | Jushin Thunder Liger            | 8     | 4 janvier 1997    | 183 jours | Tokyo                | | [ 35 ]  |
| 30 | El Samurai                      | 2     | 6 juillet 1997    | 35 jours  | Sapporo              | | [ 36 ]  |
| 31 | Shinjiro Otani                  | 1     | 10 août 1997      | 181 jours | Nagoya               | Il est le dernier champion J-Crown jusqu'au 1er janvier 1998. | [ 37 ]  |
| 32 | Jushin Thunder Liger            | 9     | 7 février 1998    | 403 jours | Sapporo              | | [ 38 ]  |
| 33 | Koji Kanemoto                   | 3     | 17 mars 1999      | 164 jours | Hiroshima            | | [ 39 ]  |
| 34 | Kendo Kashin                    | 1     | 28 août 1999      | 44 jours  | Tokyo                | | [ 40 ]  |
| 35 | Jushin Thunder Liger            | 10    | 11 octobre 1999   | 49 jours  | Tokyo                | | [ 41 ]  |
| 36 | Juventud Guerrera               | 1     | 29 novembre 1999  | 7 jours   | Denver, Colorado     | Au cours de WCW Monday Nitro. Guerrera a le règne le plus court. | [ 42 ]  |
| 37 | Jushin Thunder Liger            | 11    | 6 décembre 1999   | 227 jours | Milwaukee, Wisconsin | Psicosis remplace Juventud Guerrera blessé. Au cours de WCW Monday Nitro | [ 43 ]  |
| 38 | Tatsuhito Takaiwa               | 1     | 20 juillet 2000   | 101 jours | Sapporo              | | [ 44 ]  |
| 39 | Minoru Tanaka                   | 1     | 29 octobre 2000   | 264 jours | Kobe                 | | [ 45 ]  |
| 40 | Masayuki Naruse (en)            | 1     | 20 juillet 2001   | 80 jours  | Sapporo              | | [ 46 ]  |
| 41 | Tokimitsu Ishizawa/Kendo Kashin | 2     | 8 octobre 2001    | 116 jours | Tokyo                | Remporte le titre sous le nom de Tokimitsu Ishizawa mais le défend sous le nom de Kendo Kashin. | [ 47 ]  |
| –  | Vacant                          | –     | 1er février 2002  | 15 jours  | –                    | Kashin quitte la New Japan Pro Wrestling. | [ 9 ]   |
| 42 | Minoru Tanaka                   | 2     | 16 février 2002   | 153 jours | Tokyo                | Il bat Masahito Kakihara. | [ 48 ]  |
| 43 | Koji Kanemoto                   | 4     | 19 juillet 2002   | 278 jours | Sapporo              | | [ 49 ]  |
| 44 | Tiger Mask                      | 1     | 23 avril 2003     | 153 jours | Hiroshima            | | [ 50 ]  |
| –  | Vacant                          | –     | 23 septembre 2003 | 20 jours  | –                    | | [ 9 ]   |
| 45 | Jado (en)                       | 1     | 13 octobre 2003   | 62 jours  | Tokyo                | Il remporte une bataille royale. | [ 51 ]  |
| 46 | Heat                            | 3     | 14 décembre 2003  | 387 jours | Nagoya               | Anciennement connu sous le nom de Minoru Tanaka. | [ 52 ]  |
| 47 | Tiger Mask                      | 2     | 4 janvier 2005    | 277 jours | Tokyo                | | [ 53 ]  |
| 48 | Black Tiger                     | 1     | 8 octobre 2005    | 134 jours | Tokyo                | Il est en même temps champion du monde poids lourd junior de la National Wrestling Alliance (NWA) et met en jeu ces deux titres lors de chaque match de championnat.                                                                                | [ 54 ]  |
| 49 | Tiger Msk                       | 3     | 19 février 2006   | 73 jours  | Tokyo                | Il remporte aussi le titre de champion du monde poids lourd junior de la NWA. | [ 55 ]  |
| 50 | Koji Kanemoto                   | 5     | 3 mai 2006        | 235 jours | Fukuoka              | Kanemoto ne remporte que le titre IWGP. | [ 56 ]  |
| 51 | Minoru                          | 4     | 24 décembre 2006  | 194 jours | Tokyo                | Anciennement connu sous les noms de Minoru Tanaka et Heat. | [ 57 ]  |
| 52 | Ryusuke Taguchi                 | 1     | 6 juillet 2007    | 155 jours | Tokyo                | | [ 58 ]  |
| 53 | Wataru Inoue                    | 1     | 8 décembre 2007   | 191 jours | Osaka                | | [ 59 ]  |
| –  | Vacant                          | –     | 16 juin 2008      | 22 jours  | Tokyo                | Inoue passe dans la division des poids lourds. | [ 9 ]   |
| 54 | Tiger Mask                      | 4     | 8 juillet 2008    | 75 jours  | Tokyo                | Il bat Prince Devitt en finale d'un tournoi. | [ 60 ]  |
| 55 | Low Ki                          | 1     | 21 septembre 2008 | 105 jours | Kobe                 | | [ 61 ]  |
| 56 | Tiger Mask                      | 5     | 4 janvier 2009    | 223 jours | Tokyo                | | [ 62 ]  |
| 57 | Místico                         | 1     | 15 août 2009      | 85 jours  | Tokyo                | | [ 63 ]  |
| 58 | Tiger Mask                      | 6     | 8 novembre 2009   | 57 jours  | Tokyo                | | [ 64 ]  |
| 59 | Naomichi Marufuji               | 1     | 4 janvier 2010    | 166 jours | Tokyo                | | [ 65 ]  |
| 60 | Prince Devitt                   | 1     | 19 juin 2010      | 364 jours | Osaka                | | [ 66 ]  |
| 61 | Kota Ibushi                     | 1     | 18 juin 2011      | 86 jours  | Osaka                | | [ 67 ]  |
| –  | Vacant                          | –     | 12 septembre 2011 | 7 jours   | –                    | Ibushi se blesse à l'épaule. | [ 68 ]  |
| 62 | Prince Devitt                   | 2     | 19 septembre 2011 | 227 jours | Kobe                 | Il bat Kushida pour devenir champion. | [ 69 ]  |
| 63 | Low Ki                          | 2     | 3 mai 2012        | 87 jours  | Fukuoka              | | [ 70 ]  |
| 64 | Kota Ibushi                     | 2     | 29 juillet 2012   | 71 jours  | Tokyo                | | [ 71 ]  |
| 65 | Low Ki                          | 3     | 8 octobre 2012    | 34 jours  | Tokyo                | | [ 72 ]  |
| 66 | Prince Devitt                   | 3     | 11 novembre 2012  | 419 jours | Osaka                | | [ 73 ]  |
| 67 | Kota Ibushi                     | 3     | 4 janvier 2014    | 181 jours | Tokyo                | | [ 74 ]  |
| 68 | Kushida                         | 1     | 4 juillet 2014    | 79 jours  | Tokyo                | | [ 75 ]  |
| 69 | Ryusuke Taguchi                 | 2     | 21 septembre 2014 | 105 jours | Kobe                 | | [ 76 ]  |
| 70 | Kenny Omega                     | 1     | 4 janvier 2015    | 182 jours | Tokyo                | | [ 77 ]  |
| 71 | Kushida                         | 2     | 5 juillet 2015    | 80 jours  | Osaka                | | [ 78 ]  |
| 72 | Kenny Omega                     | 2     | 23 septembre 2015 | 103 jours | Okayama              | | [ 79 ]  |
| 73 | Kushida                         | 3     | 4 janvier 2016    | 257 jours | Tokyo                | | [ 80 ]  |
| 74 | Bushi                           | 1     | 17 septembre 2016 | 49 jours  | Tokyo                | | [ 81 ]  |
| 75 | Kushida                         | 4     | 5 novembre 2016   | 60 jours  | Osaka                | | [ 82 ]  |
| 76 | Hiromu Takahashi                | 1     | 4 janvier 2017    | 158 jours | Tokyo                | | [ 83 ]  |
| 77 | Kushida                         | 5     | 11 juin 2017      | 120 jours | Osaka                | | [ 84 ]  |
| 78 | Will Ospreay                    | 1     | 9 octobre 2017    | 27 jours  | Tokyo                | | [ 85 ]  |
| 79 | Marty Scurll                    | 1     | 5 novembre 2017   | 60 jours  | Osaka                | | [ 86 ]  |
| 80 | Will Ospreay                    | 2     | 4 janvier 2018    | 156 jours | Tokyo                | Il remporte un match à quatre comprenant aussi Hiromu Takahashi et Kushida. | [ 87 ]  |
| 81 | Hiromu Takahashi                | 2     | 9 juin 2018       | 72 jours  | Osaka                | | [ 88 ]  |
| –  | Vacant                          | –     | 20 août 2018      | 49 jours  | –                    | Rendu vacant après que Takahashi s'est blessé à la nuque. | [ 89 ]  |
| 82 | Kushida                         | 6     | 8 octobre 2018    | 88 jours  | Tokyo                | Bat Marty Scurll pour remporter le titre vacant. | [ 90 ]  |
| 83 | Taiji Ishimori                  | 1     | 4 janvier 2019    | 92 jours  | Tokyo                | | [ 91 ]  |
| 84 | Dragon Lee                      | 1     | 6 avril 2019      | 64 jours  | New York             | Il remporte un match à trois comprenant également Bandido. | [ 92 ]  |
| 85 | Will Ospreay                    | 3     | 9 juin 2019       | 209 jours | Osaka                | | [ 93 ]  |
| 86 | Hiromu Takahashi                | 3     | 4 janvier 2020    | 238 jours | Tokyo                | | [ 94 ]  |
| 87 | Taiji Ishimori                  | 2     | 29 août 2020      | 129 jours | Tokyo                | | [ 95 ]  |
| 88 | Hiromu Takahashi                | 4     | 5 janvier 2021    | 51 jours  | Tokyo                | | [ 96 ]  |
| –  | Vacant                          | –     | 25 février 2021   | 3 jours   | –                    | Rendu vacant après que Takahashi se blesse au muscle pectoral. | [ 97 ]  |
| 89 | El Desperado                    | 1     | 28 février 2021   | 147 jours | Osaka                | Desperado remporte le championnat vacant dans un match triple menace contre El Phantasmo et Bushi | [ 98 ]  |
| 90 | Robbie Eagles                   | 1     | 25 juillet 2021   | 104 jours | Tokyo                | | [ 99 ]  |
| 91 | El Desperado                    | 2     | 6 novembre 2021   | 176 jours | Osaka                | | [ 100 ] |
| 92 | Taiji Ishimori                  | 3     | 1er mai 2022      | 248 jours | Fukuoka              | | [ 101 ] |
| 93 | Hiromu Takahashi                | 5     | 4 janvier 2023    | 365 jours | Tokyo                | | [ 102 ] |
| 94 | El Desperado                    | 3     | 4 janvier 2024    | 50 jours  | Tokyo                | | [ 103 ] |
| 95 | Sho                             | 1     | 23 février 2024   | 114 jours | Sapporo              | | [ 104 ] |
| 96 | El Desperado                    | 4     | 16 juin 2024      | 19 jours  | Sapporo              | | [ 105 ] |
| 97 | Douki                           | 1     | 5 juillet 2024    | 183 jours | Tokyo                | | [ 106 ] |
| 98 | El Desperado                    | 5     | 4 janvier 2025    | 181 jours | Tokyo                | | [ 107 ] |

## Liste des règnes combinés
| Rang | Catcheurs                       | Règnes | Défenses | Jours |
| ---- | ------------------------------- | ------ | -------- | ----- |
| 1    | Jushin Liger                    | 11     | 31       | 2 022 |
| 2    | Prince Devitt                   | 3      | 15       | 1 010 |
| 3    | Minoru Tanaka                   | 4      | 20       | 998   |
| 4    | Kōji Kanemoto                   | 5      | 14       | 954   |
| 5    | Hiromu Takahashi                | 5      | 15       | 884   |
| 6    | Tiger Mask                      | 6      | 12       | 858   |
| 7    | Shiro Koshinaka                 | 3      | 9        | 702   |
| 8    | Kushida                         | 5      | 8        | 596   |
| 9    | El Desperado                    | 4      | 5        | 573   |
| 10   | Taiji Ishimori                  | 3      | 3        | 469   |
| 11   | Will Ospreay                    | 3      | 4        | 392   |
| 12   | Kōta Ibushi                     | 3      | 8        | 337   |
| 13   | Kenny Omega                     | 2      | 4        | 285   |
| 14   | Norio Honaga (en)               | 3      | 9        | 283   |
| 15   | Ryusuke Taguchi                 | 3      | 6        | 260   |
| 16   | Low Ki                          | 3      | 2        | 226   |
| 17   | Hiroshi Hase                    | 2      | 3        | 195   |
| 18   | Wataru Inoue                    | 1      | 3        | 191   |
| 19   | El Samurai                      | 2      | 3        | 184   |
| 20   | Douki                           | 1      | 4        | 183   |
| 21   | Shinjirō Ōtani                  | 1      | 5        | 181   |
| 22   | Naoki Sano (en)                 | 1      | 2        | 174   |
| 23   | Naomichi Marufuji               | 1      | 5        | 166   |
| 24   | The Great Sasuke                | 1      | 5        | 165   |
| 25   | Tokimitsu Ishizawa/Kendo Kashin | 2      | 3        | 160   |
| 26   | Black Tiger                     | 1      | 1        | 134   |
| 27   | Kuniaki Kobayashi               | 1      | 1        | 129   |
| 28   | Último Dragón                   | 2      | 8        | 128   |
| 29   | Sho                             | 1      | 2        | 125   |
| 30   | Nobuhiko Takada                 | 1      | 6        | 123   |
| 31   | Robbie Eagles                   | 1      | 1        | 104   |
| 32   | Tatsuhito Takaiwa               | 1      | 2        | 101   |
| 33   | Akira Nogami                    | 1      | 1        | 88    |
| 34   | Místico                         | 1      | 2        | 85    |
| 35   | Masayuki Naruse (en)            | 1      | 1        | 80    |
| 36   | Pegasus Kid                     | 1      | 0        | 74    |
| 37   | Dragon Lee                      | 1      | 1        | 64    |
| 38   | Jado (en)                       | 1      | 1        | 62    |
| 39   | Marty Scurll                    | 1      | 0        | 60    |
| 40   | Bushi                           | 1      | 0        | 49    |
| 41   | Sabu                            | 1      | 1        | 42    |
| 42   | Owen Hart                       | 1      | 1        | 28    |
| 43   | Juventud Guerrera               | 1      | 0        | 7     |